# Корни-сюр-Мозель
Корни-сюр-Мозель (фр. Corny-sur-Moselle) — коммуна на северо-востоке Франции, регион Гранд-Эст (бывший Эльзас — Шампань — Арденны — Лотарингия), департамент Мозель. Входит в кантон Арс-сюр-Мозель.

## Географическое положение

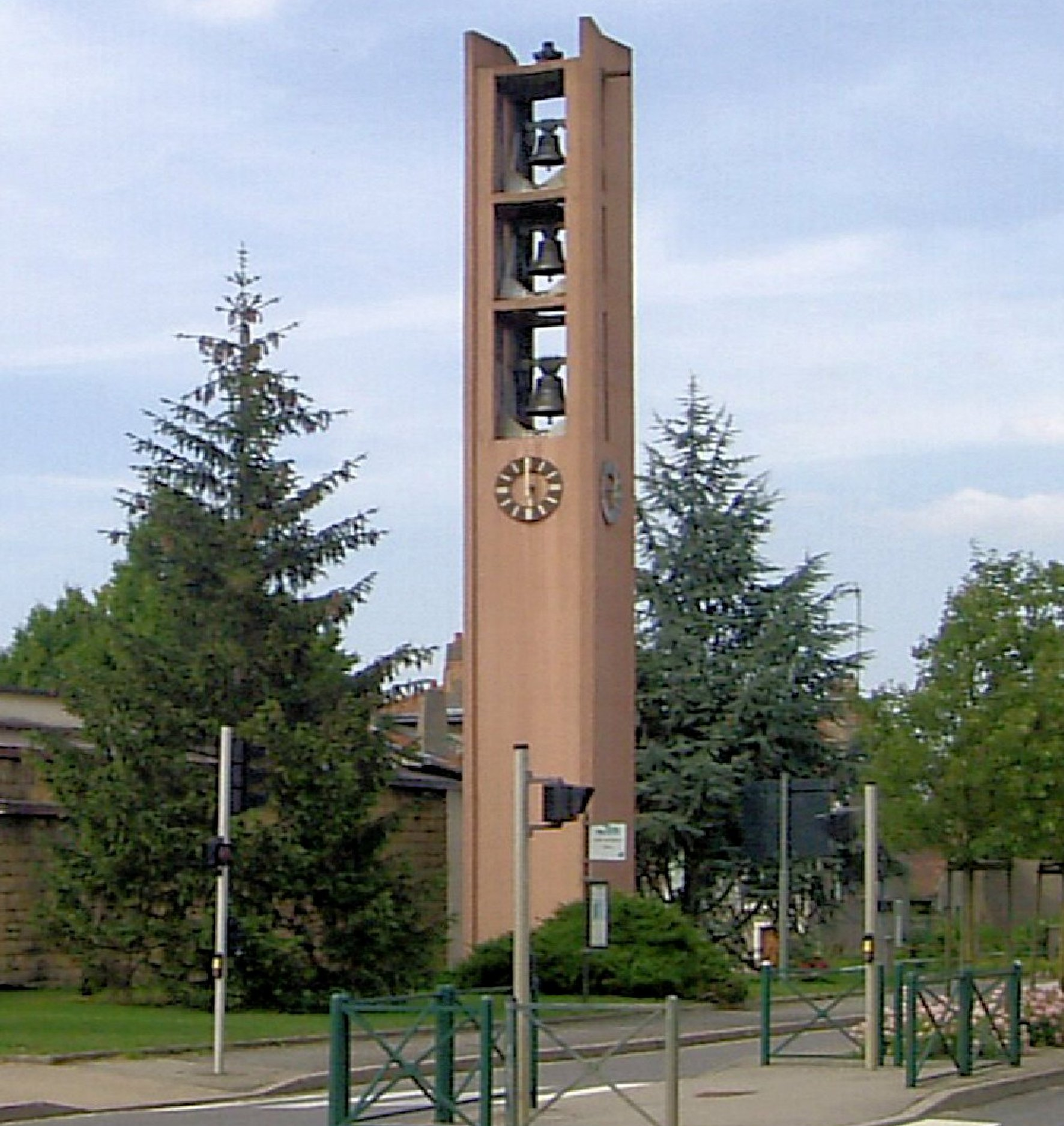
Церковь Сен-Мартен

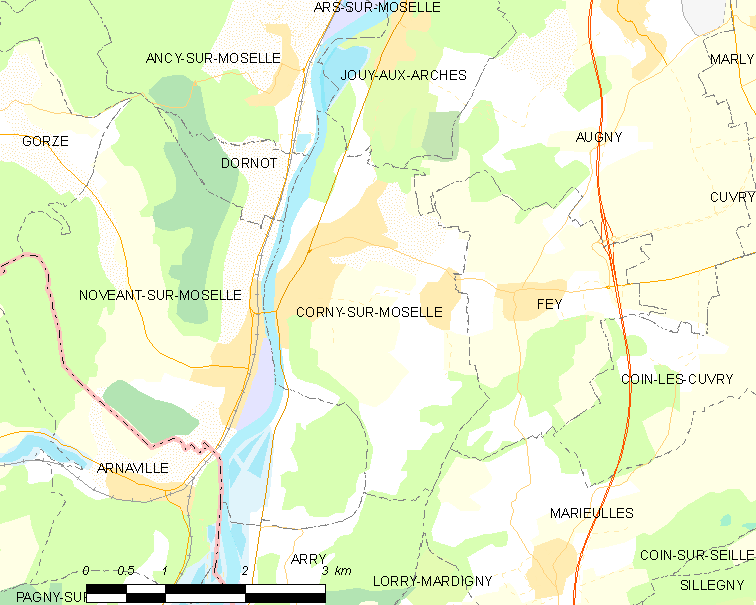
Корни-сюр-Мозель на карте Франции

Корни-сюр-Мозель расположен на правом берегу Мозеля в 280 км к востоку от Парижа и в 13 км к юго-западу от Меца. Стоит на границе Регионального природного парка Лотарингии.

## История
- Люди селились на территории коммуны с древнеримских времён.
- Основан Станиславом Лещинским.
- После поражения Франции во франко-прусской войне 1870—1871 годов вместе с Эльзасом и департаментом Мозель был передан Германии по Франкфуртскому миру.

## Демография
По переписи 2011 года в коммуне проживало 2 229 человек.

## Достопримечательности
- Инструменты эпохи неолита.
- Следы галло-романской культуры.
- Фортифицированный дом XV века.
- Замок Корни, сооружён в 1731 году, разрушен в ноябре 1944 году при освобождении региона, снесён в 1947—1948 годах.
- Церковь Сен-Мартен.